# August Horn (Politiker)

August Horn

August Horn (* 27. August 1866 in Bommels-Vitte, Kreis Memel; † 26. März 1925 in Stettin) war ein deutscher Politiker der Weimarer Republik und Reichstagsabgeordneter (SPD) in der 1. und 3. Wahlperiode.
1872 bis 1880 besuchte Horn die Volksschule in Bommels-Vitte und dann die Fortbildungsschule in Memel. 1880 bis 1884 erlernte er das Schuhmacherhandwerk und arbeitete anschließend als Geselle, bevor er sich 1890 mit seinem Handwerk selbständig machte. Bereits 1886 war er in die SPD eingetreten und anschließend in verschiedenen Positionen sowohl in der SPD als auch in der Gewerkschaft aktiv. 1899 bis 1905 war er als Revisor des Stettiner Konsum- und Sparvereins tätig und anschließend als Sekretär der SPD für die Provinz Pommern zuständig.
Im März 1919 wurde er Stadtverordneter und bereits im November 1919 Stadtrat in der pommerschen Provinzhauptstadt Stettin. In den Reichstag wurde er 1920 gewählt, dem er in der ersten Wahlperiode für die USPD und in der dritten Wahlperiode bis zu seinem Tod als Abgeordneter der SPD angehörte. Für ihn rückte Albert Bülow in den Reichstag nach.